# Orthophytum itambense
Orthophytum itambense är en gräsväxtart som beskrevs av Versieux och Elton Martinez Carvalho Leme. Orthophytum itambense ingår i släktet Orthophytum och familjen Bromeliaceae. Inga underarter finns listade i Catalogue of Life.